# Oleg Georgijewitsch Sakomorny
Oleg Georgijewitsch Sakomorny (russisch Олег Георгиевич Закоморный; * 4. Juli 1968 in Nowosibirsk) ist ein sowjetisch-russischer Bildhauer, Grafiker und Hochschullehrer.

## Leben
Sakomornys Eltern waren der Bauingenieur Georgi Leonidowitsch Sakomorny und die Elektronikingenieurin Natalja Alexandrowna Sakomornaja. 1974 zog die Familie nach Charkow um, wo Sakomorny das Kunststudio im Pionierpalast und dann die Kinderkunstschule besuchte. Mit vierzehn Jahren kam er nach Moskau und besuchte nach bestandener Aufnahmeprüfung 1982–1986 die Moskauer Tomski-Kunstmittelschule. Anschließend studierte er mit Unterbrechung durch den Militärdienst 1987–1989 am Moskauer Akademischen Surikow-Kunstinstitut bei Lew Kerbel und Oleg Komow mit Abschluss 1994.
Sakomorny fertigte die Preis-Statuette für den Ballett-Preis Duscha Tanza an, der vom Kulturminister und der Redaktion der Zeitschrift Ballett 1994 gestiftet wurde. Anlässlich der Preisverleihung 1995 fand Sakomornys erste Einzelausstellung im Moskauer Puschkin-Theater statt.
Sakomorny wurde Mitglied der Moskauer Union der Künstler (1995), der Gesellschaft der Moskauer Bildhauer (OMS) (1995), der Schaffensunion der Künstler Russlands (1996) und der Internationalen Kunststiftung in Moskau (1997). 1997 war er Stipendiat des russischen Kulturministeriums. 2011 wurde er zum Korrespondierenden Mitglied der Russischen Akademie der Künste gewählt.
Seit 2011 führt Sakomorny in Zusammenarbeit mit der Wohltätigkeitsstiftung Grani Talanta unter dem Patronat der Russischen Akademie der Künste Wohltätigkeitsveranstaltungen mit Kindern mit angeborenen Herzfehlern im Bakulew-Forschungszentrum für Kardiovasculär-Chirurgie durch.
Seit 2020 lehrt Sakomorny am Gerassimow-Institut für Kinematographie in der Kunst-Fakultät.

## Ehrungen, Preise
- Verdienter Künstler der Russischen Föderation (2010)[6]
- Ehrenurkunde der Moskauer Stadtduma (2012)[7]
- Jubiläumsmedaille zum 75. Jahrestag der Gründung der Region Altai für das Denkmal für die Siedler des Altai (2013)[8]
- Silbermedaille der Russischen Akademie der Künste (2018)[3]

## Werke (Auswahl)

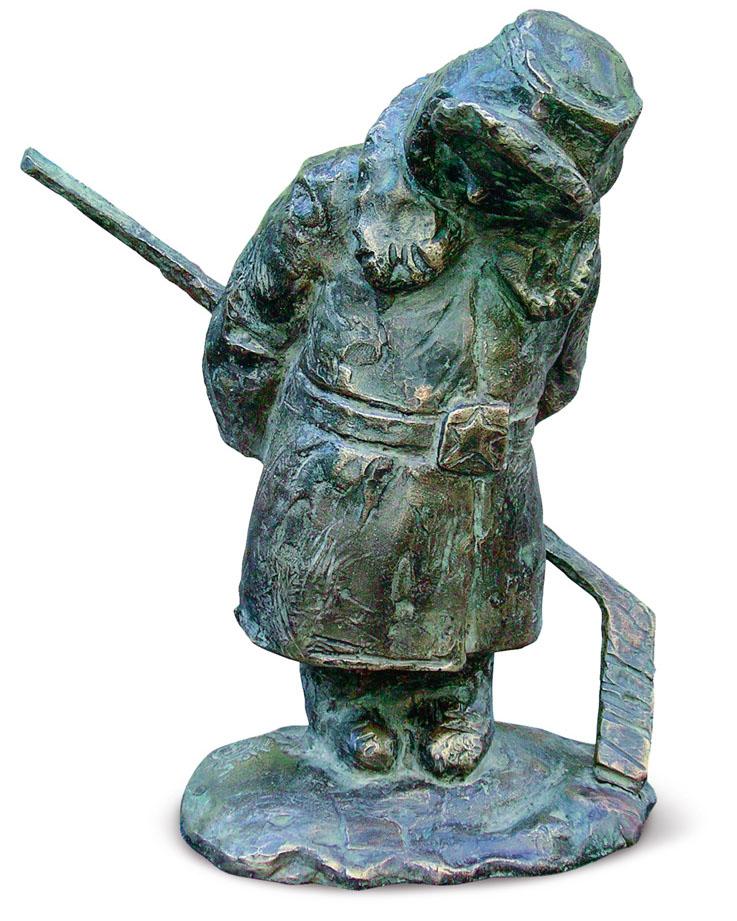
Nimm es nicht (Bronze, 2007)
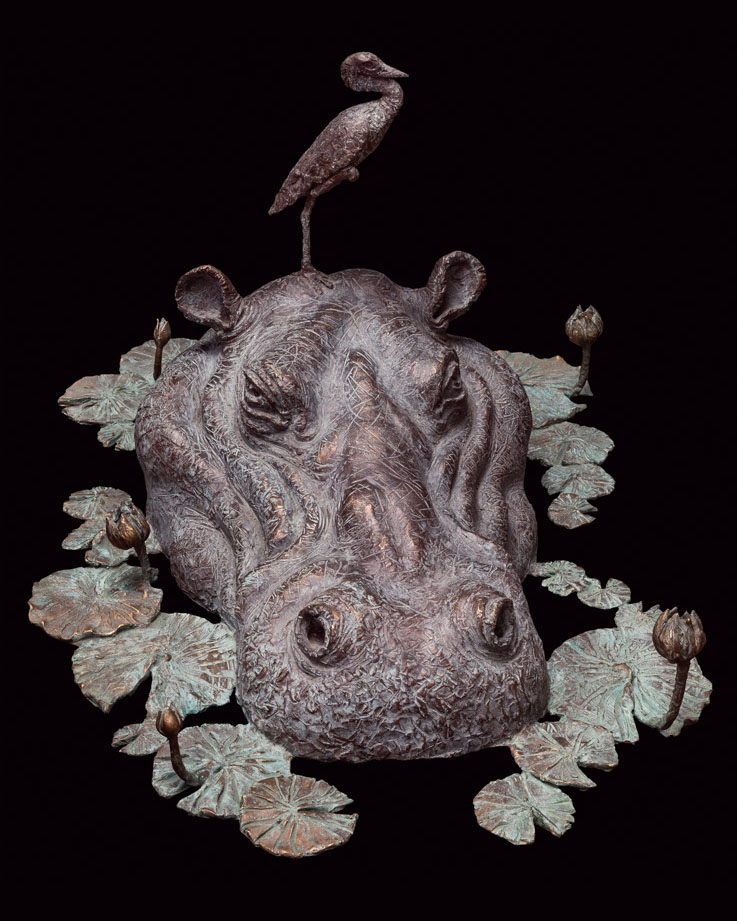
Sumpfidyll (Bronze, 2011)
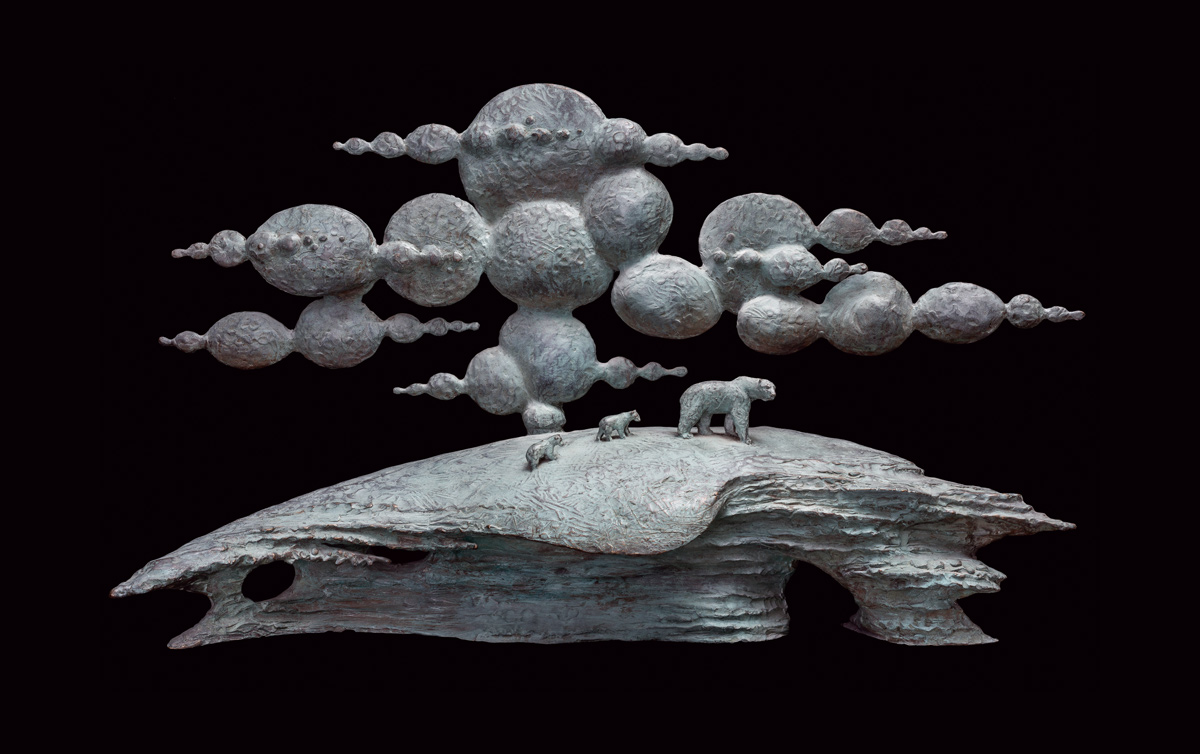
Die Weite des Nordens (Bronze, 2012)
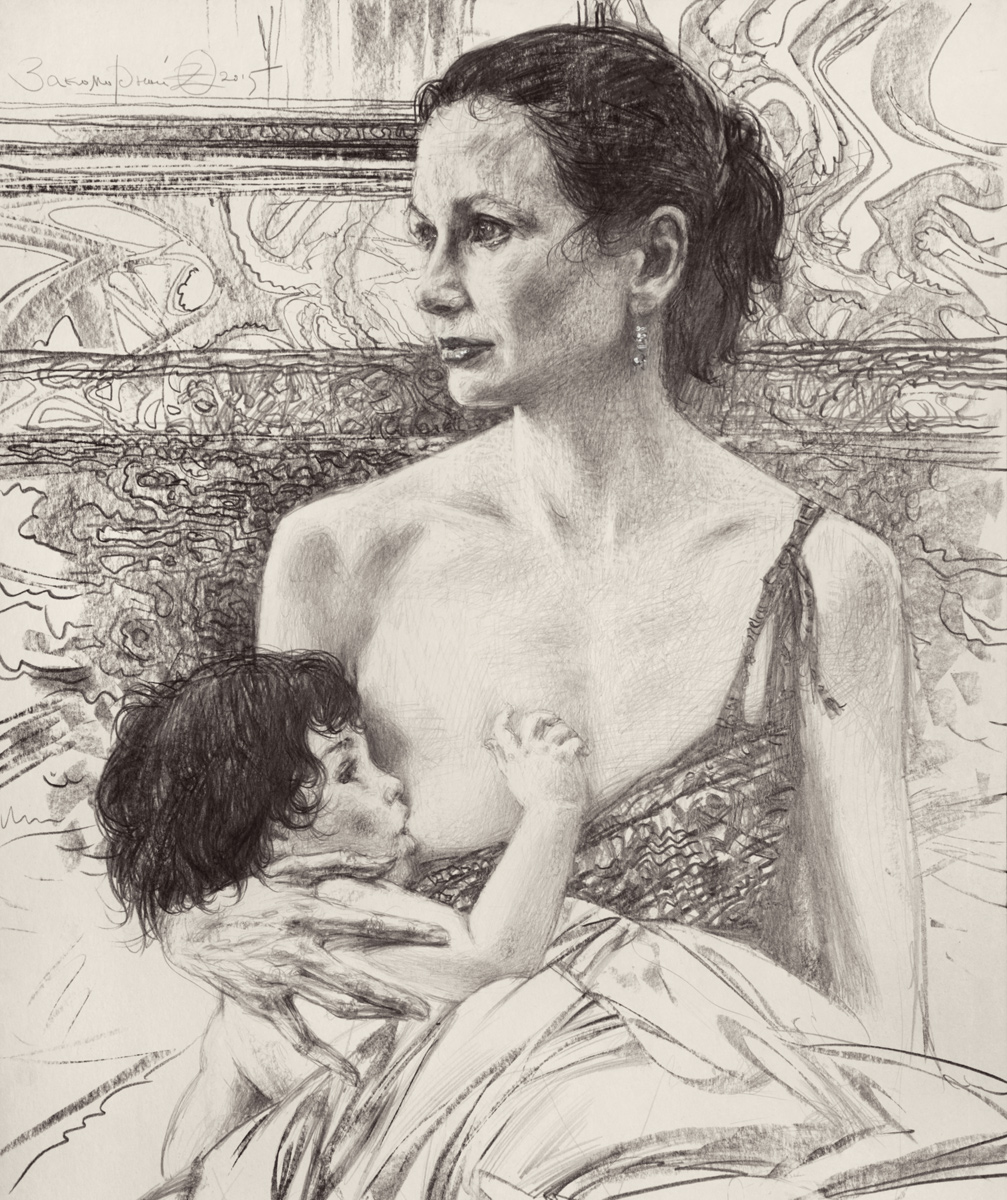
Mutter und Kind – Fütterung (2015)
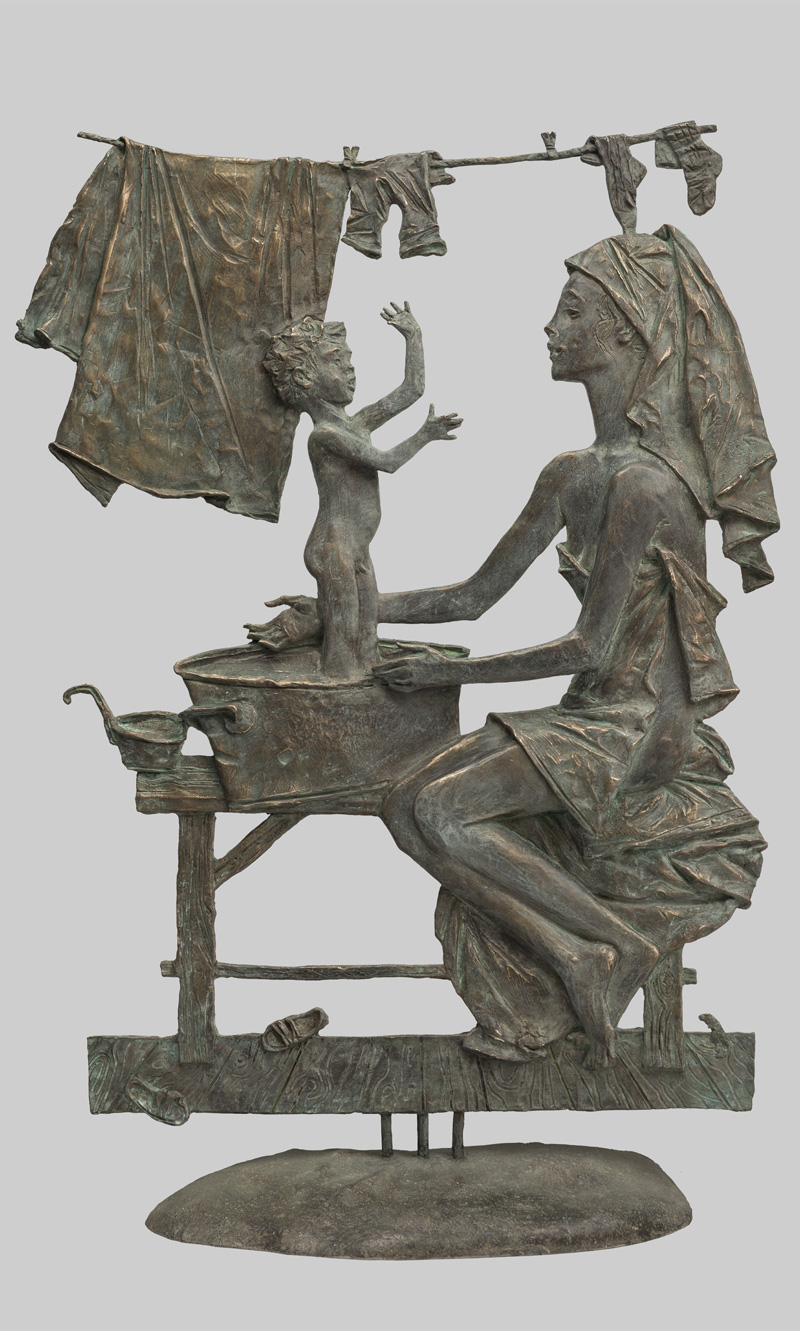
Kleines Bad (Bronze, 2017)
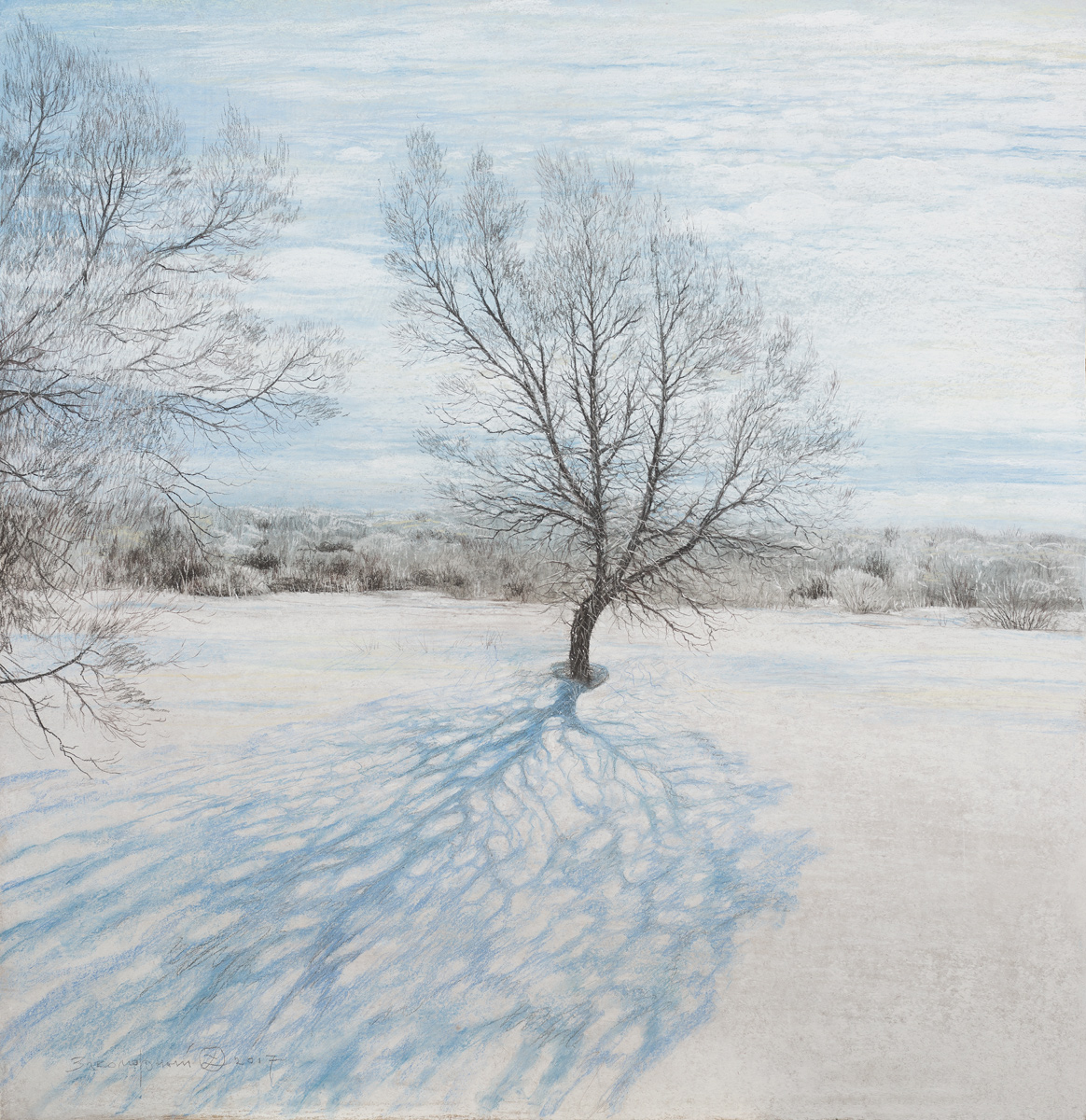
Februar (2017)